# Pole bending

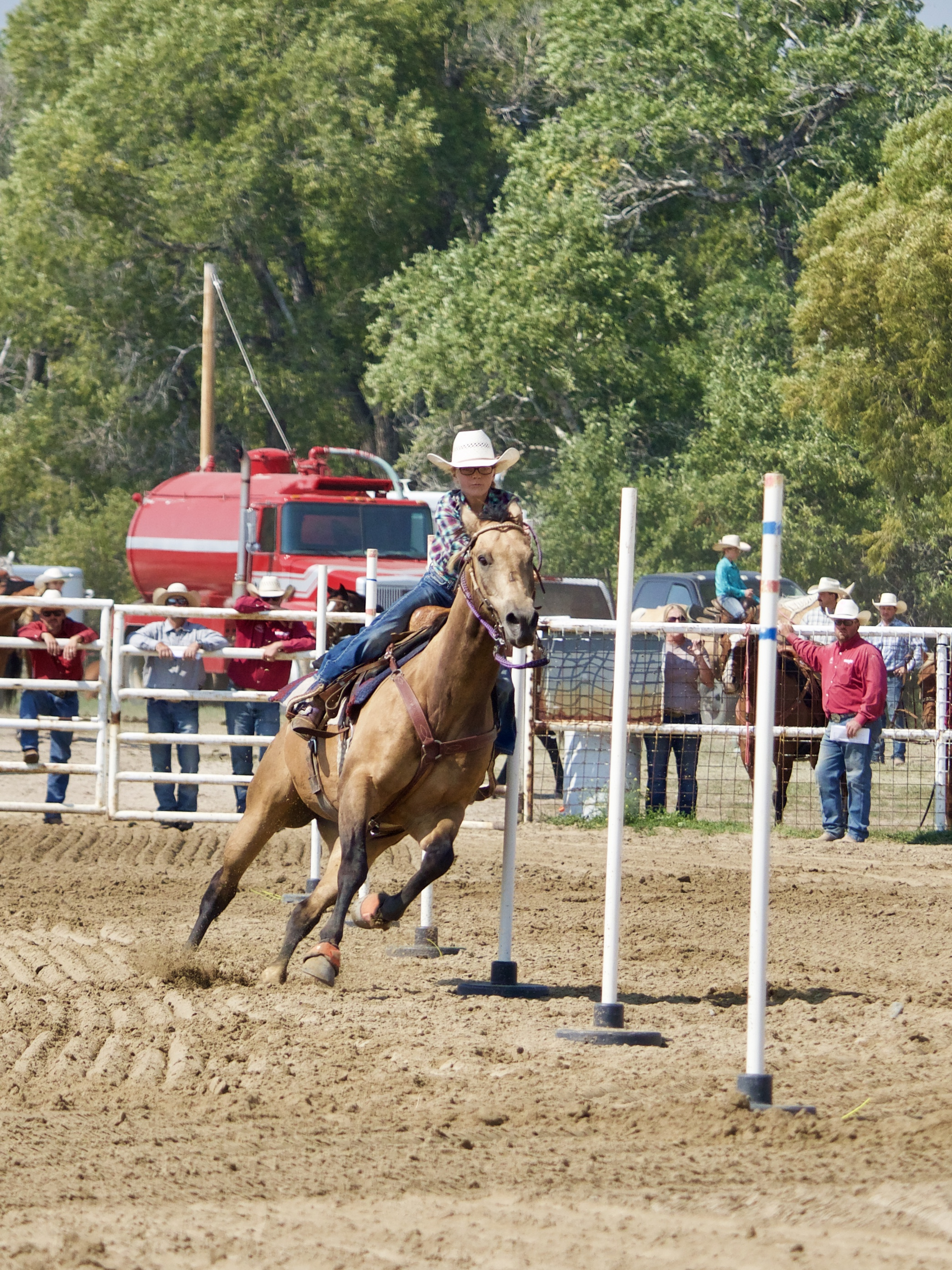
Pole bending w Wyoming

Pole bending – dyscyplina jeździecka w stylu western zaliczana do konkurencji "szybkościowych", polegająca na pokonywaniu w galopie slalomem szeregu sześciu tyczek, ustawionych w równych odstępach 6,3 metra. Zawodnicy muszą jak najszybciej przejechać wyznaczoną trasę, przy czym kluczową rolę odgrywa umiejętność płynnej zmiany nóg przez konia podczas galopu.
W przeciwieństwie do większości innych dyscyplin jeździeckich, w pole bending (oraz w barrel racing) dozwolone jest używanie mechanicznej hackamory oraz wodzy pomocniczych, takich jak tie-down (wodze pomocnicze oddziałujące na nos konia). Ponadto, sposób prowadzenia wodzy nie jest ściśle regulowany, co oznacza, że kandara może być używana oburącz. Rodzaj ogłowia nie jest także uzależniony od wieku konia startującego w zawodach.
Pole bending, podobnie jak barrel race, jest popularnym elementem rodeo oraz zawodów western riding, gdzie liczy się nie tylko szybkość, ale także precyzja i zwinność konia oraz jeźdźca.

Rekord Polski wynosi 21,52 sekundy.